# 坂井尚恒
坂井 尚恒（さかい ひさつね）は、戦国時代の武将。織田信長の家臣。通称は久蔵。父は坂井政尚。諱である「尚恒」は確実な史料からは裏付けられていない。

## 生涯
弘治元年（1555年）、織田信長の家臣である坂井政尚の嫡男として生まれ、父と同じく信長に仕えた。
永禄11年（1568年）に信長が上洛を開始した時にも従軍しており、六角義賢の観音寺城攻めに参加して武功を挙げ、足利義昭から感状を与えられている。
その後も信長の主要な合戦の多くに参加して武功を挙げたが、元亀元年（1570年）6月28日の姉川の戦いで浅井長政の軍と戦い戦死した。享年16。